# Demokrater för ett starkt Bulgarien
Demokrater för ett starkt Bulgarien (bulgariska: Demokrati za silna Bălgarija, DSB) är ett konservativt parti i Bulgarien, grundat den 30 maj 2004. Partiet är medlem i Europeiska folkpartiet (EPP). Partiets motto är "För ett starkt Bulgarien i ett enat Europa".
I Europaparlamentsvalet 2007 fick partiet 4,35 % av rösterna och hamnade därmed utanför Europaparlamentet.